# Sinecure
Een sinecure (latijn: sine, zonder en cura, zorg) is een ambt waaraan een salaris of bepaalde privileges gekoppeld zijn, maar waar geen of vrijwel geen verplichtingen tegenover staan. De term werd oorspronkelijk voor bepaalde kerkelijke ambten gebruikt, maar wordt ook voor staatkundige functies gebruikt.

## Sinecure in de Kerk
In de middeleeuwen kon een financiële vergoeding worden toegekend aan een geestelijke zodat deze zich niet met kerkdiensten of met pastoraal werk bezig hoefde te houden en zich aan andere taken kon wijden. Deze vergoeding werd in het Latijn beneficium sine cura animarum of prebende sine cura animarum genoemd, wat "inkomsten zonder zorg voor zielen" betekent. Uit die woorden vormde zich de term sinecure voor een ambt waarvoor vrijwel geen werk gedaan hoeft te worden.
Onder het ancien régime kwam het voor dat vorsten, zoals de koning van Frankrijk in de 17e eeuw, die bevoegd waren om personen in bepaalde ambten te benoemen, sinecures toewezen aan gunstelingen, om zich van hun steun te verzekeren.

## Sinecure bij het bestuur
Antoni van Leeuwenhoek ontving in 1660 de sinecure van kamerbewaarder van de Heeren schepenen van Delft.

## Sinecure in het Westminster parlementaire systeem
In het Britse staatsbestel bestaan enkele formele functies die nauwelijks werkzaamheden inhouden. Deze functies worden sinecure genoemd. Voorbeelden van deze sinecures zijn de Lord Privy Seal ("Heer zegelbewaarder") en de Chancellor of the Duchy of Lancaster ("Kanselier van het Hertogdom Lancaster") die bij conventie altijd deel uitmaken van het Britse kabinet. De functie van Lord Privy Seal werd sinds Clement Attlee (premier van 1945 tot 1951) vaak toegekend aan de vertegenwoordiger van het kabinet in het Hogerhuis (de Leader of the House of Lords) of het Lagerhuis (de Leader of the House of Commons). Dergelijke sinecures worden soms ook toegekend aan een Minister zonder portefeuille.
In Canada krijgt de Government House Leader, het parlementslid dat het Canadese kabinet vertegenwoordigt in het Lagerhuis, vaak een sinecure om daardoor een zetel in het Kabinet te verkrijgen.
Sinds 1623 mogen leden van het Britse Lagerhuis formeel geen ontslag nemen voor hun termijn eindigt. Om die regel te omzeilen, wordt een parlementslid soms benoemd in een functie die door de Kroon wordt betaald. Dergelijke functies zijn wettelijk onverenigbaar met het parlementslidmaatschap, zodat ze om die reden uit het Lagerhuis worden ontslagen. De functies die hiervoor gebruikt worden zijn Crown Steward and Bailiff of the Chiltern Hundreds, Crown Steward and Bailiff of the Manor of Northstead. Het lagerhuislid dat in een dergelijke functie wordt benoemd, behoudt die functie in de regel tot de functie weer benodigd is om een ander lagerhuislid ontslag te kunnen verlenen.
De volgende posities zijn sinecures in het Verenigd Koninkrijk:
- Lord Warden of the Cinque Ports
- Lord President of the Council
- Lord Privy Seal
- First Secretary of State
- Chancellor of the Duchy of Lancaster
- Lord Clerk Register
- Crown Steward and Bailiff of the Chiltern Hundreds
- Crown Steward and Bailiff of the Manor of Northstead

De functie van vicepremier (Deputy Prime Minister of the United Kingdom) is een erefunctie, die geen officiële bevoegdheden kent, maar ook geen salaris; deze functie kan aan een van de ministers van het kabinet worden toegekend.
In Canada kent men de sinecure "President of the Privy Council".

## Sinecure in de taal
De uitdrukking "dat is geen sinecure" betekent "dat is geen lichte taak".